# Tommy Loughran
Tommy Loughran, właśc. Thomas Patrick Loughran (ur. 29 listopada 1902 w Filadelfii, zm. 7 lipca 1982 w Altoonie w Pensylwanii) – amerykański bokser, zawodowy mistrz świata kategorii półciężkiej.
Rozpoczął karierę boksera zawodowego w 1919. W 1922 stoczył walki no decision z Mikiem McTiguem, Gene’em Tunneyem i Harrym Grebem. W 1923 stoczył serię czterech walk z Grebem, z których pierwsza była no decision, drugą, o tytuł mistrza Stanów Zjednoczonych wagi półciężkiej, przegrał po 15 rundach na punkty, trzecią wygrał, a czwartą znowu przegrał. W tym samym roku walczył m.in. dwa razy z McTiguem o tytuł zawodowego mistrza świata wagi półciężkiej. Obie walki były no decision i McTigue pozostał mistrzem, choć zgodnie ze sprawozdaniami prasowymi Loughran pierwszą z nich wygrał. W 1923 stoczył również dwie walki no decision z Jeffem Smithem. W 1924 Loughran pokonał Johnny’ego Wilsona, zremisował z Grebem oraz przegrał z Jackiem Delaneyem i Youngiem Striblingiem. W kolejnym roku m.in. ponownie przegrał ze Striblingiem i pokonał Delaneya. W 1926 wygrał m.in. na punkty z byłym mistrzem świata wagi półciężkiej Georges’em Carpentierem z Francji. W 1927, po pokonaniu Striblinga, dostał wreszcie kolejną szansę walki o tytuł mistrza świata.
7 października 1927 w Nowym Jorku pokonał po 15 rundach na punkty Mike'a McTigue'a (w ich czwartej walce) i został nowym mistrzem świata wagi półciężkiej w wersji NYSAC. W tym samym roku wygrał w obronie tytułu z Jimmym Slatterym, a w 1928 z Pete'em Latzo (dwukrotnie) i z Leo Lomskim. W 1929 pokonał w obronie tytułu Mickeya Walkera, byłego mistrzem świata wagi półśredniej i średniej, a także Jamesa J. Braddocka, przyszłego mistrza świata wagi ciężkiej. W walce towarzyskiej pokonał Erniego Schaafa. We wrześniu tego roku Loughran zrezygnował z tytułu w kategorii półciężkiej i zaczął spotykać się z zawodnikami wagi ciężkiej. 26 września tego roku przegrał przez techniczny nokaut z przyszłym mistrzem świata Jackiem Sharkeyem.
W 1930 Loughran m.in. pokonał Pierre’a Charles’a z Belgii i Kinga Levinsky'ego oraz dwukrotnie przegrał z Erniem Schaafem. W 1931 pokonał przyszłego mistrza świata Maxa Baera, Schaafa i Hiszpana Paulino Uzcuduna, a przegrał z Levinskim. Była to jego jedyna porażka na 11 walk w tym roku. Loughran po raz drugi został wybrany bokserem roku przez magazyn The Ring (po raz pierwszy w 1929). 1932 nie był udany dla Loughrana. Najpierw przegrał dwie walki ze Steve'em Hamasem (pierwszą przez techniczny nokaut w 2. rundzie), potem pokonał Hamasa, by w ostatniej walce tego roku ulec Kingowi Levinsky'emu. W 1933 wygrał 6 na 7 walk, pokonując m.in. Levinsky'ego, Hamasa i Jacka Sharkeya.
1 marca 1934 w Miami zmierzył się w walce o tytuł mistrza świata wagi ciężkiej z ówczesnym mistrzem, włoskim olbrzymem Primo Carnerą, któremu uległ na punkty po 15 rundach.
Kontynuował karierę walcząc ze zmiennym szczęściem do 1937. Stoczył w sumie 169 walk, z których wygrał 89, przegrał 25, zremisował 10, a 43 były no decision.
Został wybrany do Bokserskiej Galerii Sławy magazynu The Ring w 1956, a w 1991 do Międzynarodowej Bokserskiej Galerii Sławy.